# Spjutkastning för damer i friidrott vid olympiska sommarspelen 1988
Spjutkastning för damer vid olympiska sommarspelen 1988 i Seoul avgjordes den 26 september. 

## Medaljörer
| Gren          | Guld                      | Guld    | Silver                            | Silver  | Brons                    | Brons   |
| Spjutkastning | Petra Felke · Östtyskland | 74,68 m | Fatima Whitbread · Storbritannien | 70,32 m | Beate Koch · Östtyskland | 67,30 m |

## Resultat

### Kval

#### Grupp A
| Placering | Totalt | Idrottare                 | Försök | Försök | Försök | Längd   | Noteringar |
| Placering | Totalt | Idrottare                 | 1      | 2      | 3      | Längd   | Noteringar |
| --------- | ------ | ------------------------- | ------ | ------ | ------ | ------- | ---------- |
| 1         | 2      | Petra Felke (GDR)         | 67.06  | —      | —      | 67.06 m |            |
| 2         | 3      | Beate Koch (GDR)          | 66.86  | —      | —      | 66.86 m |            |
| 3         | 5      | Natalja Jermolovitj (URS) | X      | 64.44  | —      | 64.44 m |            |
| 4         | 6      | Zsuzsa Malovecz (HUN)     | 64.30  | —      | —      | 64.30 m |            |
| 5         | 11     | Denise Thiémard (SUI)     | 55.18  | 61.74  | 55.60  | 61.74 m |            |
| 6         | 13     | Tuula Laaksalo (FIN)      | 57.34  | 60.64  | 54.66  | 60.64 m |            |
| 7         | 14     | Beate Peters (FRG)        | X      | X      | 60.20  | 60.20 m |            |
| 8         | 16     | Laverne Eve (BAH)         | X      | 57.48  | 60.02  | 60.02 m |            |
| 9         | 18     | Trine Solberg (NOR)       | 57.76  | 56.90  | 58.82  | 58.82 m |            |
| 10        | 19     | Anna Verouli (GRE)        | 57.60  | 58.52  | X      | 58.52 m |            |
| 11        | 21     | Tessa Sanderson (GBR)     | 54.18  | 56.70  | 56.26  | 56.70 m |            |
| 12        | 22     | Zhou Yuanxiang (CHN)      | 53.66  | 52.80  | 56.36  | 56.36 m |            |
| 13        | 24     | Lynda Sutfin (USA)        | 56.08  | 56.12  | X      | 56.12 m |            |
| 14        | 27     | Céline Chartrand (CAN)    | 47.64  | 46.18  | 54.10  | 54.10 m |            |
| —         | —      | Nadine Auzeil (FRA)       | X      | X      | X      | NM      |            |

#### Group B
| Placering | Totalt | Idrottare                  | Försök | Försök | Försök | Längd   | Noteringar |
| Placering | Totalt | Idrottare                  | 1      | 2      | 3      | Längd   | Noteringar |
| --------- | ------ | -------------------------- | ------ | ------ | ------ | ------- | ---------- |
| 1         | 1      | Fatima Whitbread (GBR)     | 54.90  | X      | 68.44  | 68.44 m |            |
| 2         | 4      | Antoaneta Selenska (BUL)   | 50.84  | 61.62  | 64.60  | 64.60 m |            |
| 3         | 7      | Silke Renk (GDR)           | 63.64  | —      | —      | 63.64 m |            |
| 4         | 8      | Ingrid Thyssen (FRG)       | 63.32  | —      | —      | 63.32 m |            |
| 5         | 9      | Irina Kostjutjenkova (URS) | 58.56  | X      | 63.24  | 63.24 m |            |
| 6         | 10     | Päivi Alafrantti (FIN)     | 62.82  | 58.54  | 59.82  | 62.82 m |            |
| 7         | 12     | Donna Mayhew (USA)         | 61.56  | 60.62  | 59.08  | 61.56 m |            |
| 8         | 15     | Tiina Lillak (FIN)         | 60.06  | X      | 55.52  | 60.06 m |            |
| 9         | 17     | Li Baolian (CHN)           | 56.64  | 58.92  | 56.62  | 58.92 m |            |
| 10        | 20     | Karin Smith (USA)          | 57.42  | 53.86  | 57.94  | 57.94 m |            |
| 11        | 23     | Emi Matsui (JPN)           | 50.70  | X      | 56.26  | 56.26 m |            |
| 12        | 25     | Sharon Gibson (GBR)        | 56.00  | 50.74  | 53.20  | 56.00 m |            |
| 13        | 26     | Íris Grönfeldt (ISL)       | X      | 54.28  | 50.84  | 54.28 m |            |
| 14        | 28     | Yoo Chun-Ok (KOR)          | X      | 44.92  | 48.26  | 48.26 m |            |

### Final
| Placering | Idrottare                  | Försök | Försök | Försök | Försök | Försök | Försök | Längd   |
| Placering | Idrottare                  | 1      | 2      | 3      | 4      | 5      | 6      | Längd   |
| --------- | -------------------------- | ------ | ------ | ------ | ------ | ------ | ------ | ------- |
| 1         | Petra Felke (GDR)          | 72.62  | 74.68  | 66.12  | 66.76  | 71.12  | 68.38  | 74,68 m |
| 2         | Fatima Whitbread (GBR)     | 61.98  | 67.46  | 66.58  | 64.86  | 67.82  | 70.32  | 70,32 m |
| 3         | Beate Koch (GDR)           | 67.30  | 65.66  | 66.48  | 62.04  | 65.64  | 66.02  | 67,30 m |
| 4         | Irina Kostjutjenkova (URS) | 64.34  | 67.00  | 63.12  | 63.42  | 63.10  | X      | 67,00 m |
| 5         | Silke Renk (GDR)           | 60.86  | 58.74  | 63.98  | 64.60  | 64.74  | 66.38  | 66,38 m |
| 6         | Natalja Jermolovitj (URS)  | 64.84  | X      | X      | X      | X      | X      | 64,84 m |
| 7         | Donna Mayhew (USA)         | 57.52  | X      | 61.78  | 59.72  | X      | 56.74  | 61,78 m |
| 8         | Ingrid Thyssen (FRG)       | 60.76  | 60.12  | 56.66  | X      | 59.64  | 58.28  | 60,76 m |
|           |                            |        |        |        |        |        |        |         |
| 9         | Denise Thiémard (SUI)      | 57.58  | 57.20  | 58.54  |        |        |        | 58.54 m |
| 10        | Päivi Alafrantti (FIN)     | 58.20  | 55.86  | 56.46  |        |        |        | 58.20m  |
| 11        | Antoaneta Selenska (BUL)   | 56.78  | X      | X      |        |        |        | 56.78 m |
| 12        | Zsuzsa Malovecz (HUN)      | X      | 54.58  | X      |        |        |        | 54.58 m |